# Савари де Брюлон, Жак
Жак Савари де Брюлон (фр. Jacques Savary des Bruslons; 1657—1716) — французский экономист. Сын Жака Савари.
В 1686 г. был назначен генеральным инспектором Парижской торговой палаты. Систематизируя для собственной необходимости товары, подлежащие налогообложению, в виде алфавитной картотеки, Савари де Брюлон заложил основание своего главного труда — «Всеобщего словаря торговли» (фр. «Dictionnaire universel de commerce»). Словарь этот не был вполне завершён им, и после смерти Савари де Брюлона книгу доработал его брат Луи Филемон. Изданный в 1723 г., словарь Савари пользовался большой популярностью, был переведён на многие европейские языки, в том числе и на русский («Лексикон о коммерции», или «Савариев лексикон»).